# Unteres Schloss (Rottenbauer)

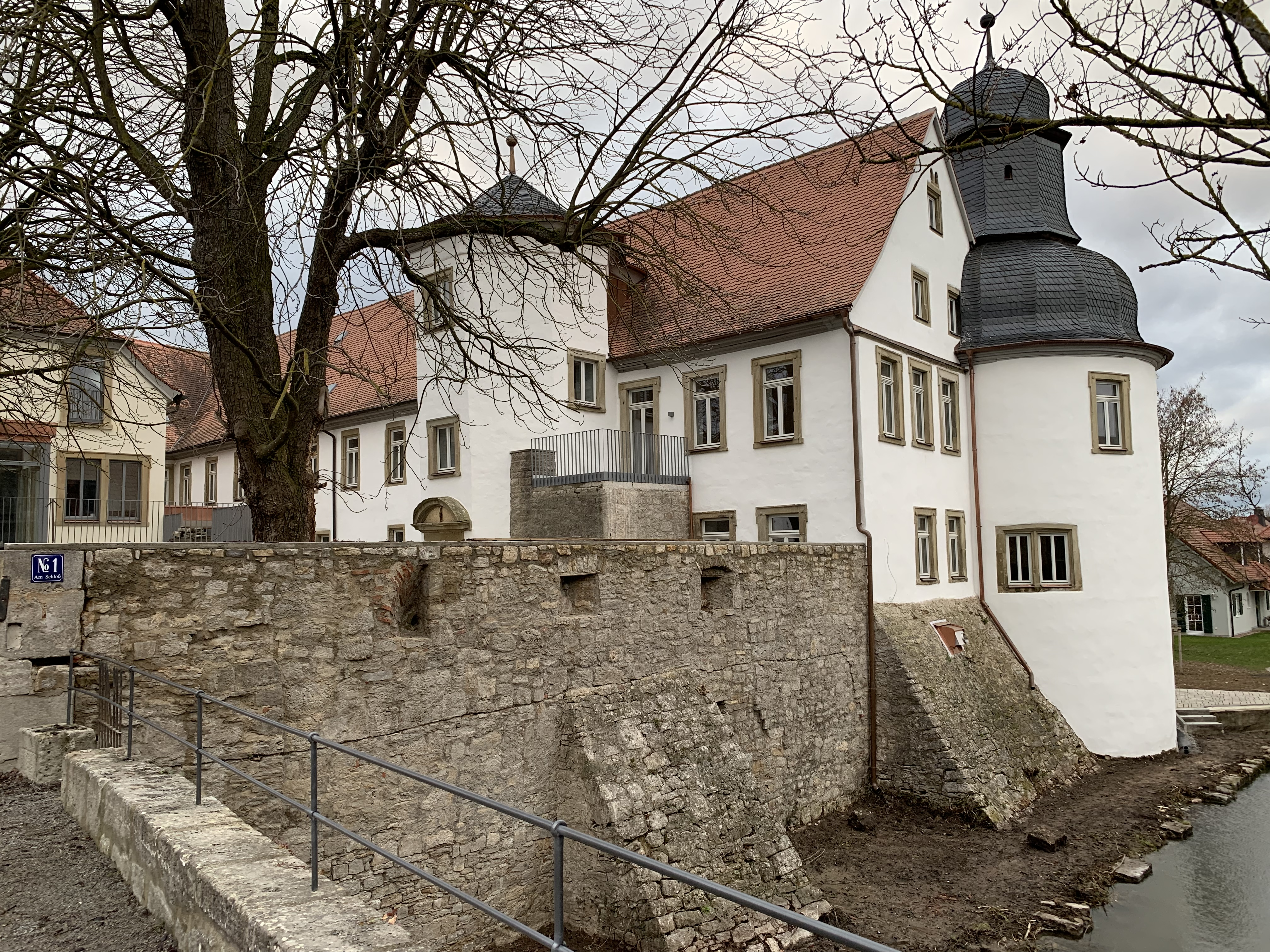
Unteres Schloss Rottenbauer

Das Untere Schloss (auch Wolfskeel’sches Schloss) ist ein in Rottenbauer stehendes Schloss. Es wurde im 16. Jahrhundert von der fränkischen Uradelsfamilie Wolfskeel erbaut und ist als Baudenkmal in die Bayerische Denkmalliste eingetragen. Das Schloss besteht nach mehrfachen Umbauten aus drei Gebäudeflügeln, zwei flankierenden Rundtürmen und einem Treppenturm.

## Name
Der Name Unteres Schloss leitet sich davon ab, dass in Rottenbauer noch ein weiteres von den Wolffskeels erbautes herrschaftliches Anwesen, das Obere Schloss, existiert.

## Geschichte
Rottenbauer gehörte ab 1430 zu den Wolfskeel’schen Besitzungen. Dort gab es damals das bereits im Jahr 1376 mit seinen Besitzern von Rebstock erwähnte Alte Schloss, von dem heute nur noch die Grundfeste stehen. Im Jahr 1569 erweiterten die Wolfskeels zunächst dieses Schloss. Anschließend erbauten sie nördlich des alten Schlosstors ein neues Schloss, das heutige Untere Schloss. Ende des 16. Jahrhunderts entstand im Renaissancestil der nördliche Schlossflügel.
Die Rottenbaurer Linie der Wolfskeels starb im Jahr 1801 mit Johann Philipp Jakob Heinrich von Wolfskeel im Mannesstamm aus. Dieser vermachte das Untere Schloss seinen Töchtern Amalia, verehelichte von Redwitz und Johanna, verehelichte von Groß von Trockau. Diese Verfügung wurde jedoch in einem bis zum Jahr 1878 andauernden Prozess von der Reichenberger Linie der Wolfskeels – letztlich erfolgreich – angefochten, sodass das Schloss auf die Reichenberger Linie der Wolfskeels überging. Diese verkaufte das Schloss im Jahr 1897 an die Landwirtsfamilie Herbolsheimer.

## Legende
Um das Schloss rankt sich die Legende der Weißen Frau, die über Jahrhunderte hinweg in den Kirchenbüchern zu finden ist. Der während der Kreuzzüge vermisste und schließlich für tot erklärte Gemahl soll eines Nachts wieder im Schloss erschienen sein. Er verschwand jedoch auf mysteriöse Weise wieder in der gleichen Nacht. Die Schlossherrin feierte bald darauf ihre Hochzeit mit einem neuen Mann, beide verstarben aber nur wenige Jahre darauf. Seither soll regelmäßig um Mitternacht eine weiße Frau um den Schlossturm schweben. Zu Anfang des 20. Jahrhunderts wurde bei Ausbesserungsarbeiten am Schloss tatsächlich das in einer Mauernische eingemauerte Gerippe eines Mannes gefunden, der noch sein Schwert umgeschnallt hatte. Anscheinend handelte es sich um den damals zurückgekehrten Schlossherren.